# Eric Jacobsen (cestista)
Eric Jacobsen (Chandler, 2 giugno 1994) è un cestista statunitense.